# Velarifictorus grylloides
Velarifictorus grylloides är en insektsart som först beskrevs av Lucien Chopard 1969.  Velarifictorus grylloides ingår i släktet Velarifictorus och familjen syrsor. Inga underarter finns listade i Catalogue of Life.